# Astragalus dolichophyllus
Astragalus dolichophyllus är en ärtväxtart som beskrevs av Pall.. Astragalus dolichophyllus ingår i släktet vedlar, och familjen ärtväxter. Inga underarter finns listade i Catalogue of Life.